# Amenemopet (fils de Ramsès II)
Pour les articles homonymes, voir Amenemopet.
Amenemopet est un fils de Ramsès II. Son nom signifie « Amon est dans Opet » (nom égyptien du temple de Louxor).
Amenemopet figure en 19e position des fils de Ramsès II. Il fut couvert d'honneurs mais, à la différence de certains de ses nombreux frères, il n'accéda jamais à des fonctions prépondérantes.
Il reçut une solide formation militaire qui lui permit de participer à différentes campagnes.